# 荒井北
荒井北（あらいきた）は、福島県福島市の大字である。郵便番号は960-2102。

## 地理
福島市南西部の西地域に属し、地区内中部に位置する。北でさくらと、南で荒井と、西側の一部と北東角で上名倉とそれぞれ隣接する。2007年に上名倉・荒井土地区画整理事業の完了に伴い、北側のさくらとともに荒井、上名倉から地名、地番変更が行わ設置された。東から順に一丁目から三丁目まで設置されている。国道115号荒井バイパス南側沿線であり、工場や物流倉庫、病院などの大型施設が立地する。上町に所在する福島警察署及び上鳥渡に所在する福島南消防署信夫分署がそれぞれ管轄にあたる。

## 歴史
- 2007年（平成19年）11月1日 - 上名倉・荒井土地区画整理事業完成に伴い、北側の上名倉と共に対象地域の地名・地番が変更され設置される。

## 世帯数と人口
2022年（令和4年）3月31日現在の世帯数と人口は以下の通りである。
| 大字   | 世帯数  | 人口  |
| ------ | ------- | ----- |
| 荒井北 | 119世帯 | 283人 |

## 小・中学校の学区
市立小・中学校に通う場合、学区は以下の通りとなる。
| 番地 | 小学校             | 中学校             |
| ---- | ------------------ | ------------------ |
| 全域 | 福島市立荒井小学校 | 福島市立西信中学校 |

## 交通

### 鉄道
域内に鉄道施設は存在しない。

### 道路
- 国道115号荒井バイパス
- 福島市道40号荒井北2丁目上鳥渡線
- 福島市道70672号佐倉下荒井線（旧国道115号）

### バス
福島交通路線バス
- （福島駅方面） - 南東北福島病院前 - （荒井・土湯温泉方面）
  - 荒井
  - 南東北病院経由土湯

## 施設
- 福島市立荒井小学校
- 南東北福島病院
- スーパーキクタ 荒井店
- ハシドラッグ 荒井店
- ダイユーエイト 上名倉流通センター
- 福島日野自動車 福島支店
- 南東北クボタ 福島営業所
- 伊藤園 福島支店
- 服部コーヒーフーズ 福島営業所